# Равнець (Бургаська область)
Равне́ць (болг. Равнец) — село в Бургаській області Болгарії. Входить до складу громади Бургас.

## Населення
За даними перепису населення 2011 року у селі проживали 1323 особи.
Національний склад населення села:
| Національність   | Кількість осіб | Відсоток |
| ---------------- | -------------- | -------- |
| болгари          | 996            | 76,4%    |
| цигани           | 276            | 21,2%    |
| турки            | 21             | 1,6%     |
| інша             | 7              | 0,5%     |
| не визначились   | 3              | 0,2%     |
| Всього відповіли | 1303           |          |

Розподіл населення за віком у 2011 році:
Динаміка населення: